# دورحضوری

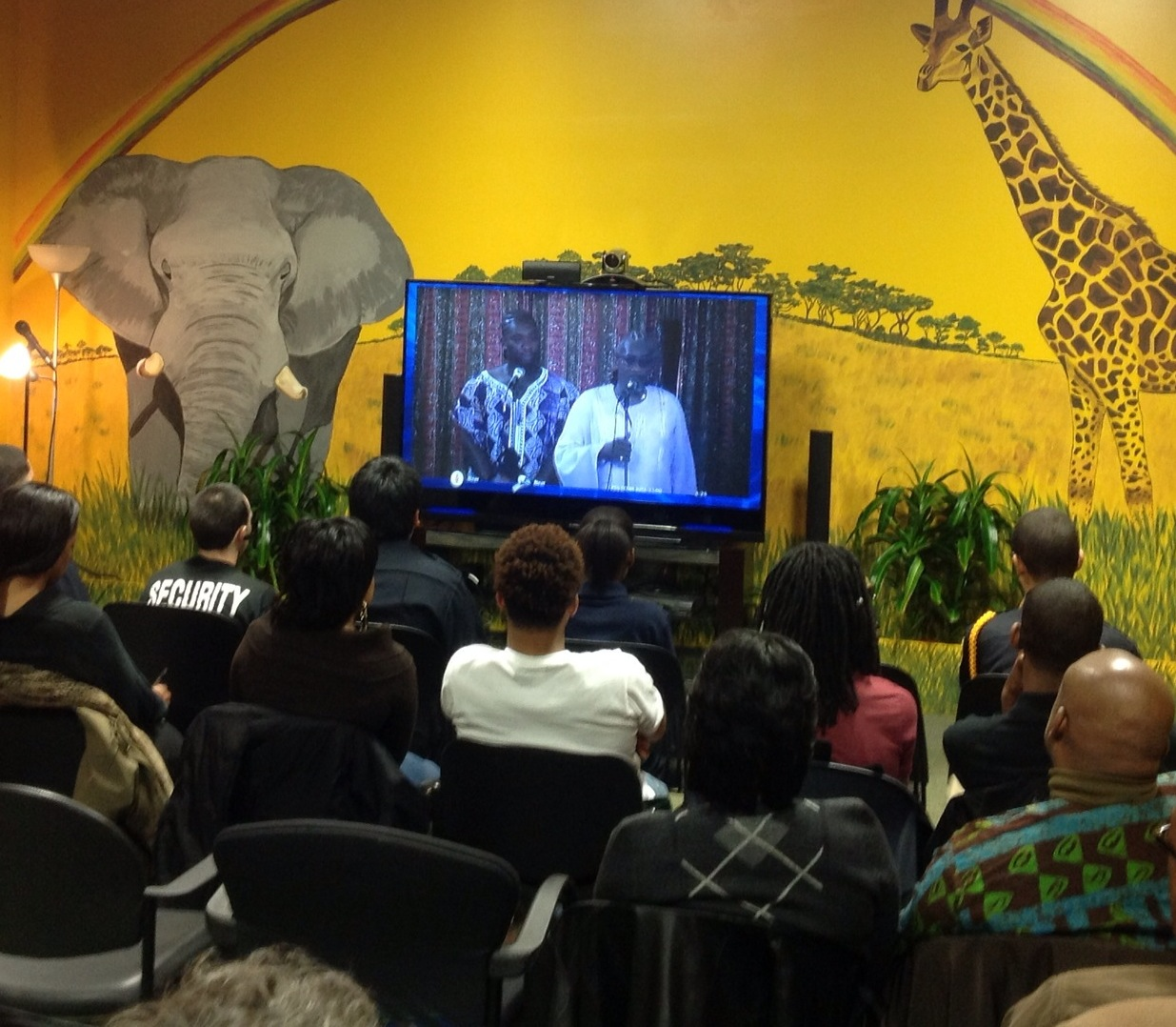
حضور از دور در کشور غنا

دورحضوری یا حضور از دور (به انگلیسی: Telepresence) به فناوری‌ای گفته می‌شود که به فرد اجازه می‌دهد حضورش را از راه دور در مکانی دیگر احساس کند گاهی این حضور می‌تواند به صورت تله‌رباتیک یا کنفرانس ویدئویی باشد.